# James Turrell

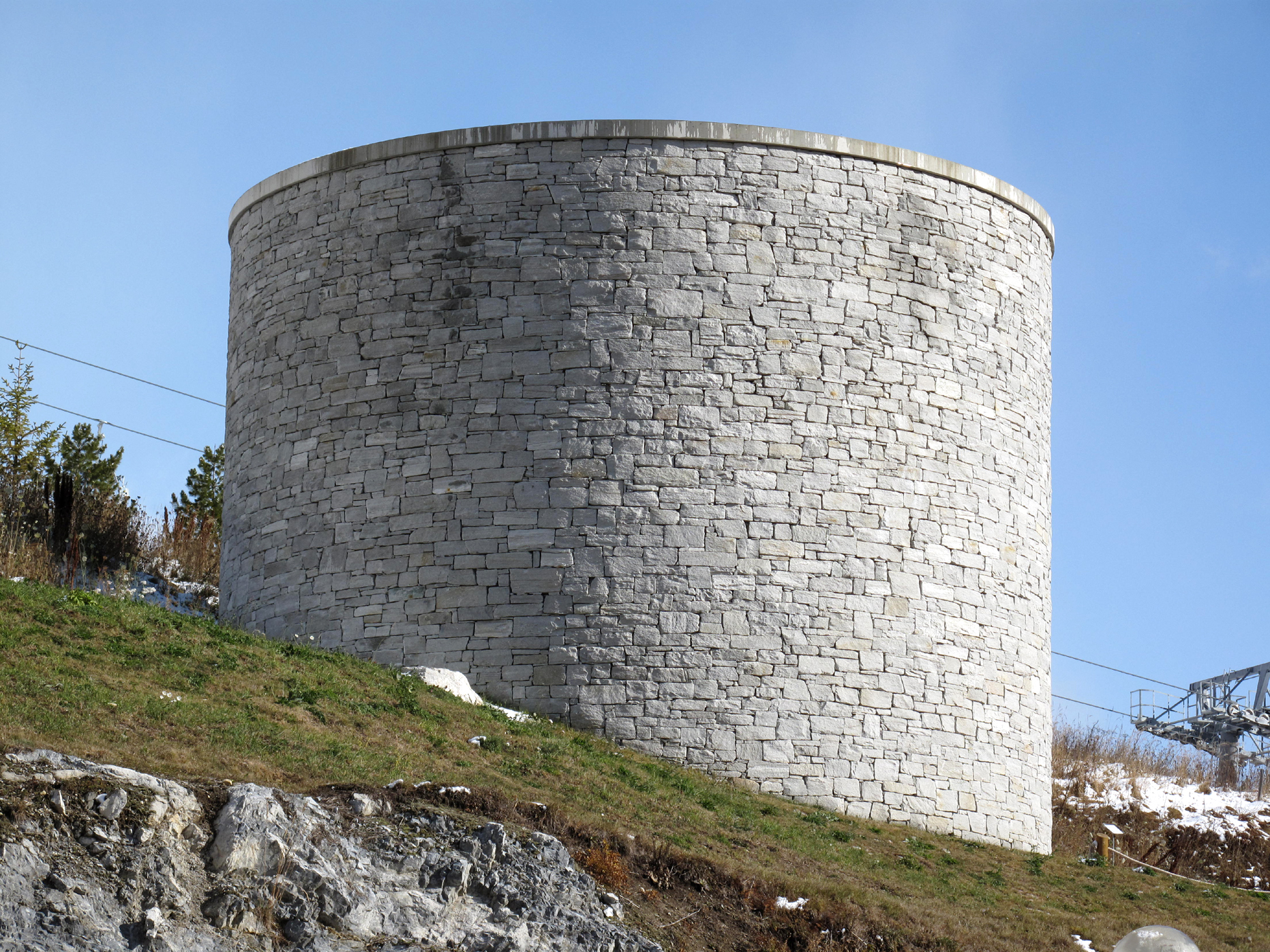
Skyspace i Piz Uter

James Turrell, född 6 maj 1943 i Los Angeles, är en amerikansk konstnär som lever och arbetar i Arizona.
James Turrells konstnärskap kretsar kring ljus och rymd. Han arbetar bland annat med neonljus, gipsskivor, gips och glas. Ett av hans mest kända verk är Rodenkratern, ett platsspecifikt verk utanför Flagstaff i Arizona. James Turrell hämtar inspiration ifrån sina erfarenheter som professionell flygare. 
James Turrells ljusinstallation Dawning från 1992 finns på Magasin III Museum for Contemporary Art i Stockholm. Konstverket är museets första permanenta verk.